# Havoisa de Bretanya
Havoisa de Bretanya o Hawisa de Bretanya en bretó Hawiz Breizh (1027 - 1072) fou la filla del duc Alan III de Bretanya i germana del duc Conan II de Bretanya.
Es va casar abans del 1058 amb el comte Hoel de Cornualla conegut també com a Hoel V de Nantes, al que va aportar els drets al ducat de Bretanya a la mort del duc Conan II l'11 de desembre de 1066: el casal de Rennes traspassava el ducat a la casa de Cornualla. Fou duquessa titular del 1066 al 1072 mentre el seu marit Hoel era duc de iure uxoris (per dret de la seva dona); després de la seva mort el 1072 Hoel va seguir en el govern com a regent en nom del seu fill Alan IV de Bretanya, fins a la seva mort el 1084; llavors va pujar al tron el fill.